# 張稜
張稜（510年—579年），南朝陈吴郡（今江苏省苏州市）人，張种之弟。
張稜的祖父张辩，刘宋司空右长史、广州刺史。父亲张略，萧梁太子中庶子、临海郡太守。張稜清静有识度，官至司徒左长史，太建十一年（579年）卒，时年七十岁，追赠光禄大夫。